# Arco Verde
El Arco Verde es un gran parque de tipo cinturón verde que comenzó a desarrollarse en 2019 y se prevé terminarlo en el año 2026, el cual conectará los espacios naturales protegidos de la Comunidad de Madrid, como son los grandes parques regionales (Sureste, Curso Medio del río Guadarrama y de la Cuenca Alta del Manzanares) y el parque nacional de la Sierra de Guadarrama, con otras grandes zonas verdes situadas en 25 municipios de la Comunidad de Madrid (Alcobendas, Alcorcón, Arganda del Rey, Boadilla del Monte, Colmenar Viejo, Coslada, Fuenlabrada, Getafe, Hoyo de Manzanares, Las Rozas de Madrid, Leganés, Madrid, Majadahonda, Mejorada del Campo, Paracuellos del Jarama, Parla, Pinto, Pozuelo de Alarcón, Rivas Vaciamadrid, San Fernando de Henares, San Sebastián de los Reyes, Torrelodones, Tres Cantos, Velilla San Antonio y Villaviciosa de Odón). Pasará por Bosque Sur, el monte de Boadilla, la dehesa Boyal, el cerro de la Cantueña o el monte de Valdelatas. Ocupará una superficie de 2300 hectáreas, creado nuevas áreas e infraestructuras rurales recuperando y mejorado a la vez el paisajismo natural que favorecerá la biodiversidad con espacios polinizadores y lepidópteros, sembrado o plantado diferentes especies de flora, se plantarán un total de 200 000 árboles y arbustos autóctonos, mejorando el entorno natural de su fauna para protegerla, desde el hábitat de las aves, reptiles, mamíferos, insectos; además, se crearán láminas de agua, también conectara con el entorno el anillo verde ciclista.
El proyecto cuenta con una inversión de 15 millones de euros y se inició en diciembre de 2019 con la plantación de 350 árboles en Boadilla del Monte, La Comunidad de Madrid prevé que se planten más de 540.000 árboles y arbustos autóctonos.

### Zonas
Los entornos que se ubican dentro de Arco Verde se dividen en siete sectores, repartidos en los diferentes municipios de la Comunidad de Madrid.
| Áreas verdes - - Monte del Pardo - Monte Viñuelas - Monte Valdelatas - Dehesa Boyal - El Cervunal - Parque F. de Baldebebas - Caserío del Henares - Parque F. Valdebernado - Riscos y anexos de Rivas - Soto de las Juntas - Bosque Sur A - La Alhóndiga - Parque y cerro de la Cantueña - Bosque Sur B - Parque Polvoranca - Las Presillas - Monte de Boadilla - Montes de Pilar y Pozuelo - La Dehesa - Dehesa de Navalcarbón - Valle del Garzo - Monte del Pardo - Cañacerral - Monte el Ejido Áreas de biodiversidad - - Rincón de la Granja - Valdelamasa - El Calverón - Dehesa Boyal Sur - Arroyo Viñuelas - El Dimunio - Camino de Barajas - Las Meriendas - Descansadero de la Ribera - Dehesilla del Retamar - Hoya Rasa - El Cervellón - Las Castellanas Humedales - - Laguna de Belvis - Laguna del Cerro Gordo - Laguna Presa de Henares - Sotillo y Picón de los Conejos - Laguna de Velilla - Laguna del Campillo - Lagunas de Horna |